# Hemibela
Hemibela é um gênero de traça pertencente à família Agonoxenidae.